# Balta, Mehedinți
Balta là một xã thuộc hạt Mehedinți, România. Dân số thời điểm năm 2002 là 1426 người.